# Carl Johan Fleetwood
Carl Johan Fleetwood, född 16 juni 1770 på Lindö gård, Runtuna, död 20 maj 1836 på Åslevik, Östra Ed, var en svensk friherre och militär. Han var sonson till Carl Mårten Fleetwood.

## Biografi
Carl Johan Fleetwood var son till kammarherren Carl Hartvig Fleetwood (1742–1824) och Margareta Ottiliana Cronstedt (1746–1830).  Han blev sekundkorpral vid Bohusläns dragonregemente 10 december 1774 och sergeant där 2 september 1776 samt vidare kadett i Karlskrona 19 oktober 1780, fänrik vid änkedrottningens regemente 20 februari 1782, fänrik vid livgardet 8 maj 1783, löjtnant vid Svea livgarde 28 oktober 1790, kapten och regementskvartermästare där 17 oktober 1796, major i armén 2 mars samma år, sekundmajor vid regementet 22 november 1806.
Fleetwood deltog i Finska kriget som slutade med Sveriges förlust av Finland och deltog där i slagen vid Lokalaks, Helsinge och Wiais. Gustav IV Adolf visade sitt missnöje över den av Svea livgarde undermåligt genomförda Landstigningen vid Helsinge och därefter vid Lokalaks nära Nystad den 12 oktober. Dessa nederlag gjorde att kungen degradera livgardet till "vanliga" värvade regementen. Fleetwood befordrades till överste och utsågs till dess chef. Svea Livgarde döptes om den 12 oktober 1808 efter sin nye chef och blev ’’Fleetwoods värvade regemente’’.
Fleetwood fick dock avsked som överste den 9 april 1809 och han blev överadjutant samma dag. I augusti deltog Fleetwood i träffningen vid Ratan där han sårades. Fleetwood tog avsked ur generalstaben 19 december 1818. 
Han blev riddare av Svärdsorden 1 mars 1805 och avled ogift på Åslevik 20 maj 1836.